# Un cas de conscience (film)
Pour plus de détails, voir Fiche technique et Distribution.
Un cas de conscience est un film muet français réalisé par Louis Feuillade et sorti en 1912.

## Fiche technique
- Titre : Un cas de conscience
- Réalisation : Louis Feuillade
- Scénario : Louis Feuillade
- Société de production : Société des Établissements L. Gaumont
- Pays d'origine :  France
- Langue : film muet avec les intertitres en français
- Format : Noir et blanc — 35 mm — 1,33:1 — Muet
- Métrage :
- Genre :
- Durée :
- Date de sortie : 
  -  France : 1912

## Distribution
- René Navarre
- Jeanne Marie-Laurent